# 阿爾派恩 (塔拉迪加縣)
阿爾派恩（英語：Alpine）是一個位於美國阿拉巴馬州塔拉迪加縣的非建制地區。該地的面積和人口皆未知。

## 地理
阿爾派恩的座標為33°20′55″N 86°14′19″W / 33.34861°N 86.23861°W，而該地的平均海拔高度為143米（即469英尺）。